# 2019-es európai parlamenti választás
A 2019-es európai parlamenti választásra május 23. és 26. között került sor. Az Európai Parlament 751 tagja 28 ország közel 500 millió európai polgárát képviseli. Az Európai Parlament 2018 februárjában hozott határozata alapján az Egyesült Királyság kiválását követően a parlamenti képviselők száma 705-re csökken.

## Szabályok[1]
Az Európai Unió működéséről szóló szerződés 14. cikkének 3. bekezdése szerint: „Az Európai Parlament tagjait közvetlen és általános választójog alapján, szabad és titkos választásokon, ötéves időtartamra választják” A konkrét lebonyolítás módját a tagországok saját hatáskörükben határozzák meg.
Mindössze néhány, az unió összes tagállamára érvényes szabály létezik, ezek közül a legfontosabb, hogy a EP választásnak arányos választásnak kell lennie. Erre a listás választás a legalkalmasabb.
A tagállamok többségében preferenciális szavazást alkalmaznak. Ezen belül is eltérő választási szabályok vannak. Van, ahol egy félig nyitott listára szavaznak, ebben az esetben a választó csak a választáson részt vevő pártok egyetlen általa kiválasztott pártlistán belül szavazhat a listán szereplő egy vagy több jelöltre sorba állítva azokat. A teljesen nyílt listás szavazás esetén a választó különböző listák jelöltjeire is szavazhat.
Más tagállamokban a zárt listás szavazás érvényes. Ebben az esetben a szavazók nem személyekre, hanem csak és kizárólag egy párt listájára szavazhatnak. A listán elfoglalt helyeket a pártvezetés állapítja meg, és ennek megfelelően kerülnek a parlamentbe a képviselők.
Egyedül Írországban alkalmazzák az egyszeri átruházható szavazatok módszerét.
Általában egy-egy ország egy szavazókörzetnek számít, de ez alól is van kivétel. Belgium, Írország, Lengyelország, és Olaszország több szavazókörzetre van felosztva.
Az európai parlamenti választásokra vonatkozó közös szabályok 1976. évi választási okmányának felülbírálatára 2018. június 7-én egy határozattervezetet hagyott jóvá a nagykövetek tanácsa. Ezeknek a módosításoknak a szövegét, miután minden tagállam elkészítette a hivatalos fordítását, az Európai Parlamentnek kell elfogadnia.
A cél, hogy az uniós választásokon növekedjen az európai polgárok aktivitása mind a részvétel, mind a választások jelentőségének tudatosítása területén. Valamint a választások tisztaságának erősítése, a szabálytalan szavazások megelőzése.
A szavazás érvényességnek alsó küszöbértéke kötelezően 5% legyen (a jelenlegi minimális 2% helyett). Ez a módosítás a 2019-es választásokon még csak ajánlás, kötelező csak a 2024-es választásokon lesz.
A tagállamoknak kötelező szankciókat alkalmazni a kettős szavazások kizárására (olyan esetekben, amikor egy uniós polgár egynél több tagállamban szavaz). Ezért kapcsolattartó hatóságokat kell kijelölni, amelyek az olyan polgárokra vonatkozó adatok cseréjéért felelősek, akik az állampolgárságuktól eltérő tagállamban kívánnak szavazni, illetve jelöltként indulni.
Továbbá ösztönzi a módosítás a tagállamokat, hogy tegyék lehetővé az Unión kívüli harmadik országban lakó állampolgáraik számára, hogy szavazhassanak az európai parlamenti választásokon. Ez magyar szempontból fontos módosítás, figyelembe véve a határon túli kettős állampolgársággal rendelkezőket.
Az új szabályzás lehetővé teszi, megfelelő feltételek mellett, az internetes szavazást is, valamint az európai pártcsaládok lógóinak használatát a szavazólapokon.
| Ország        | választás napja    | választási rendszer             | jelöltek minimális életkora | határon túli választók választási lehetőségei | határon túli választók választási lehetőségei | határon túli választók választási lehetőségei |
| Ország        | választás napja    | választási rendszer             | jelöltek minimális életkora | levélben                                      | követségen                                    | interneten                                    |
| ------------- | ------------------ | ------------------------------- | --------------------------- | --------------------------------------------- | --------------------------------------------- | --------------------------------------------- |
| Ország        | választás napja    | választási rendszer             | jelöltek minimális életkora |                                               |                                               |                                               |
| Németország   | május 26           | zárt listás                     | 18                          |                                               |                                               |                                               |
| Franciaország | május 26           | zárt listás                     | 18                          |                                               |                                               |                                               |
| Olaszország   | május 26           | preferenciális                  | 25                          |                                               |                                               |                                               |
| Spanyolország | május 26           | zárt listás                     | 18                          |                                               |                                               |                                               |
| Lengyelország | május 26           | preferenciális                  | 21                          |                                               |                                               |                                               |
| Románia       | május 26           | zárt listás                     | 23                          |                                               |                                               |                                               |
| Hollandia     | május 23           | preferenciális                  | 18                          |                                               |                                               |                                               |
| Belgium       | május 26           | preferenciális                  | 21                          |                                               |                                               |                                               |
| Csehország    | május 23 -május 24 | preferenciális                  | 21                          | nincs rá lehetőség                            | nincs rá lehetőség                            | nincs rá lehetőség                            |
| Görögország   | május 26           | preferenciális                  | 25                          |                                               |                                               |                                               |
| Magyarország  | május 26           | zárt listás                     | 18                          |                                               |                                               |                                               |
| Portugália    | május 26           | preferenciális                  | 18                          |                                               |                                               |                                               |
| Svédország    | május 26           |                                 | 18                          |                                               |                                               |                                               |
| Ausztria      | május 26           | preferenciális                  | 18                          |                                               |                                               |                                               |
| Bulgária      | május 26           | preferenciális                  | 21                          |                                               |                                               |                                               |
| Dánia         | május 26           |                                 | 18                          |                                               |                                               |                                               |
| Finnország    | május 26           | preferenciális                  | 18                          |                                               |                                               |                                               |
| Szlovákia     | május 25           | preferenciális                  | 21                          | nincs rá lehetőség                            | nincs rá lehetőség                            | nincs rá lehetőség                            |
| Írország      | május 24           | egyszeri átruházható szavazatok | 21                          | nincs rá lehetőség                            | nincs rá lehetőség                            | nincs rá lehetőség                            |
| Horvátország  | május 26           | preferenciális                  | 18                          |                                               |                                               |                                               |
| Litvánia      | május 26           | preferenciális                  | 21                          |                                               |                                               |                                               |
| Lettország    | május 25           | preferenciális                  | 21                          |                                               |                                               |                                               |
| Szlovénia     | május 26           | preferenciális                  | 18                          |                                               |                                               |                                               |
| Észtország    | május 26           | preferenciális                  | 21                          |                                               |                                               |                                               |
| Ciprus        | május 26           | preferenciális                  | 21                          |                                               |                                               |                                               |
| Luxemburg     | május 26           | preferenciális                  | 18                          |                                               |                                               |                                               |
| Málta         | május 25           | zárt listás                     | 18                          | nincs rá lehetőség                            | nincs rá lehetőség                            | nincs rá lehetőség                            |

## A parlament összetétele
Az Európai Parlament összetétele. 
 A szabályok szerint az EFDD nem alakíthat frakciót.
A parlamenti helyek elosztását a Lisszaboni szerződés 14. cikke határozza meg. E szerint a képviselők létszáma maximum 750 fő lehet, és az uniós polgárok képviselete arányosan csökkenő módon történik. Egyetlen tagállamnak sem lehet több képviselője mint 96, és a legkisebb tagállamnak is minimálisan 6 képviselői helye van.
A 2014-es európai parlamenti választásoknak megfelelően az európai pártcsaládok a 2019-es választáson is meg kell, hogy jelöljék listavezetőjüket. Ennek megfelelően a legtöbb szavazattal rendelkező európai párt (pártcsalád) listavezetője foglalhatja el az EU legmagosabb tisztségét, ő lesz az Európai Bizottság elnöke. Ahogy ez történt a 2014. évi választásokat követően Jean-Claude Junckerrel. Az Európai szerződésben nincs kötelező jogi előírás arra, hogy a Bizottság elnökének valamelyik párt listavezetőjét kell megválasztani. Csak az szerepel, hogy az Európai Tanácsnak az Európai Bizottság elnökének megválasztásakor kötelező figyelembe vennie az európai parlamenti választások eredményét. A bizottsági elnököt az Európai Tanács javaslatára az újonnan megválasztott parlament szavazza meg.
Az Európai Parlamentben önálló frakció létrehozásához legkevesebb 7 tagállamból 25 parlamenti képviselő szükséges.
| Ország             | 2007 | 2009 | 2011 December | 2013 Július | 2014 | Javaslat a 2019-es választásokra Az Egyesült Királyság kilépése utánra | Javaslat a 2019-es választásokra Az Egyesült Királyság kilépése utánra | Javaslat a 2019-es választásokra Az Egyesült Királyság kilépése utánra | Javaslat a 2019-es választásokra Az Egyesült Királyság kilépése utánra | Javaslat a 2019-es választásokra Az Egyesült Királyság kilépése utánra |
| Ország             | 2007 | 2009 | 2011 December | 2013 Július | 2014 | "Cambridge" Kompromisszum                                              | "Cambridge" Kompromisszum                                              | döntést (Feb 2018)                                                     | változások from 2014                                                   |                                                                        |
| Ország             | 2007 | 2009 | 2011 December | 2013 Július | 2014 | változás Gini-index alapján                                            | változás arányosítás alapján                                           | döntést (Feb 2018)                                                     | változások from 2014                                                   |                                                                        |
| ------------------ | ---- | ---- | ------------- | ----------- | ---- | ---------------------------------------------------------------------- | ---------------------------------------------------------------------- | ---------------------------------------------------------------------- | ---------------------------------------------------------------------- | ---------------------------------------------------------------------- |
| Németország        | 99   | 99   | 99            | 99          | 96   | 96                                                                     | 96                                                                     | 96                                                                     | Állandó                                                                |                                                                        |
| Franciaország      | 78   | 72   | 74            | 74          | 74   | 79                                                                     | 96                                                                     | 79                                                                     | 5                                                                      |                                                                        |
| Egyesült Királyság | 78   | 72   | 73            | 73          | 73   | –                                                                      | –                                                                      | –                                                                      | 73                                                                     |                                                                        |
| Olaszország        | 78   | 72   | 73            | 73          | 73   | 73                                                                     | 89                                                                     | 76                                                                     | 3                                                                      |                                                                        |
| Spanyolország      | 54   | 50   | 54            | 54          | 54   | 57                                                                     | 70                                                                     | 59                                                                     | 5                                                                      |                                                                        |
| Lengyelország      | 54   | 50   | 51            | 51          | 51   | 47                                                                     | 58                                                                     | 52                                                                     | 1                                                                      |                                                                        |
| Románia            | 35   | 33   | 33            | 33          | 32   | 27                                                                     | 33                                                                     | 33                                                                     | 1                                                                      |                                                                        |
| Hollandia          | 27   | 25   | 26            | 26          | 26   | 24                                                                     | 29                                                                     | 29                                                                     | 3                                                                      |                                                                        |
| Belgium            | 24   | 22   | 22            | 22          | 21   | 18                                                                     | 21                                                                     | 21                                                                     | Állandó                                                                |                                                                        |
| Csehország         | 24   | 22   | 22            | 22          | 21   | 17                                                                     | 20                                                                     | 21                                                                     | Állandó                                                                |                                                                        |
| Görögország        | 24   | 22   | 22            | 22          | 21   | 17                                                                     | 20                                                                     | 21                                                                     | Állandó                                                                |                                                                        |
| Magyarország       | 24   | 22   | 22            | 22          | 21   | 16                                                                     | 19                                                                     | 21                                                                     | Állandó                                                                |                                                                        |
| Portugália         | 24   | 22   | 22            | 22          | 21   | 17                                                                     | 20                                                                     | 21                                                                     | Állandó                                                                |                                                                        |
| Svédország         | 19   | 18   | 20            | 20          | 20   | 16                                                                     | 19                                                                     | 21                                                                     | 1                                                                      |                                                                        |
| Ausztria           | 18   | 17   | 19            | 19          | 18   | 15                                                                     | 18                                                                     | 19                                                                     | 1                                                                      |                                                                        |
| Bulgária           | 18   | 17   | 18            | 18          | 17   | 13                                                                     | 15                                                                     | 17                                                                     | Állandó                                                                |                                                                        |
| Dánia              | 14   | 13   | 13            | 13          | 13   | 12                                                                     | 13                                                                     | 14                                                                     | 1                                                                      |                                                                        |
| Finnország         | 14   | 13   | 13            | 13          | 13   | 12                                                                     | 13                                                                     | 14                                                                     | 1                                                                      |                                                                        |
| Szlovákia          | 14   | 13   | 13            | 13          | 13   | 12                                                                     | 13                                                                     | 14                                                                     | 1                                                                      |                                                                        |
| Írország           | 13   | 12   | 12            | 12          | 11   | 11                                                                     | 12                                                                     | 13                                                                     | 2                                                                      |                                                                        |
| Horvátország       | –    | –    | –             | 12          | 11   | 10                                                                     | 11                                                                     | 12                                                                     | 1                                                                      |                                                                        |
| Litvánia           | 13   | 12   | 12            | 12          | 11   | 9                                                                      | 9                                                                      | 11                                                                     | Állandó                                                                |                                                                        |
| Lettország         | 9    | 8    | 9             | 9           | 8    | 8                                                                      | 8                                                                      | 8                                                                      | Állandó                                                                |                                                                        |
| Szlovénia          | 7    | 7    | 8             | 8           | 8    | 8                                                                      | 8                                                                      | 8                                                                      | Állandó                                                                |                                                                        |
| Észtország         | 6    | 6    | 6             | 6           | 6    | 7                                                                      | 7                                                                      | 7                                                                      | 1                                                                      |                                                                        |
| Ciprus             | 6    | 6    | 6             | 6           | 6    | 6                                                                      | 7                                                                      | 6                                                                      | Állandó                                                                |                                                                        |
| Luxemburg          | 6    | 6    | 6             | 6           | 6    | 6                                                                      | 6                                                                      | 6                                                                      | Állandó                                                                |                                                                        |
| Málta              | 6    | 6    | 6             | 6           | 6    | 6                                                                      | 6                                                                      | 6                                                                      | Állandó                                                                |                                                                        |
| Teljes             | 785  | 736  | 754           | 766         | 751  | 639                                                                    | 736                                                                    | 705                                                                    | 46                                                                     |                                                                        |

Az Európai Parlament választása a Brexit elhalasztása miatt a következők szerint módosult. A választásokon minden ország az európai állam és kormányfők 2018 június 28-29-i csúcsértekezletén elfogadott szabályok szerint választott 705 európai parlamenti képviselőt. Az Egyesült Királyság a 2014-es szabályoknak megfelelően 73 képviselőt választott. Mivel a Lisszaboni szerződés értelmében az európai parlament képviselőinek összlétszáma maximum 751 lehet, a fenti táblázatban szereplő 27 plusz képviselő helyre megválasztott képviselők, az Egyesült Királyság végleges kiválásáig, úgy nevezett virtuális képviselői státuszba kerültek. Mandátumaikat csak azt követően vehetik át, hogy a brit képviselők végleg elhagyják az Uniót. A brexitet követően fennmaradó 46 képviselői hely tartalékban marad a jövőben csatlakozó országok számára és az európai parlament létszáma 705 fő lesz. Ezt a változást valamilyen okból a magyar kormány hivatalos EU lapján nem jelzik.

## Az Európai Bizottság elnökének megválasztása
Az Európai Unióról szóló szerződés 17. cikkének 7 bekezdése szerint az európai parlamenti választásokat követően az Európai Parlament választja meg az Európai Bizottság elnökét. A Bizottság elnökére az európai parlamenti választásokon állított listavezetők figyelembevételével és megfelelő egyeztetések lefolytatása után az Európai Tanács minősített többséggel tesz javaslatot. Ezt a jelöltet az Európai Parlament egyszerű többséggel választja meg. Ha a jelölt nem kapja meg a szükséges támogatást, az Európai Tanács egy hónapon belül új jelöltet kell hogy javasoljon – szintén minősített többséggel-, akit az Európai Parlament egyszerű többséggel választ meg.
A minősített többséghez a Tanács tagjai minimum 55%-ának (legalább tizenöt tag) és egyben az Unió népességének legalább 65%-át kitevő tagállamok képviselőjének a szavazata szükséges. A blokkoló kisebbségnek a Tanács legalább négy tagjából kell állnia, ennek hiányában a minősített többséget elértnek kell tekinteni.
2019. július 16-án az Európai Parlament minimális többséggel Ursula von der Leyent, Németország addigi védelmi miniszterét választotta az Európai Bizottság elnökévé.

## Listavezetők
2009-ig az Európai Bizottság elnökét az Európa Tanácsot alkotó állam- és kormányfők választották meg, az Európai Parlamentnek csak jóváhagyási joga volt. Ennek eredményeként az Európai Bizottság vezetői lehettek olyan szürke politikusok mint Romano Prodi vagy José Manuel Barroso. A Lisszaboni szerződés aláírását követő első európai parlamenti választásokon, 2014-ben vezették be a listavezető elvet. Ezen a választáson nevezték meg az európai pártok (pártcsoportok) először jóval a választásokat megelőzően a listavezetőjüket, az Európai Bizottság elnökségének várományosát. Gyakorlatilag ezzel kivéve az Európa Tanács kezéből az európai bizottsági elnök jelölésének jogát. Ez az európai kormány- és államfők ellenállása miatt csak a három legnagyobb pártcsalád (EPP, S&D, ALDE) összefogásával valósulhatott meg. A 3 legnagyobb frakció közös nyilatkozatban nyilvánította ki, hogy csak olyan, az Európa Tanács által javasolt bizottsági elnököt hajlandó megszavazni, aki valamelyik pártcsoport hivatalos listavezetője volt. Hozzátéve, hogy az első szavazáson a posztra a legerősebb frakció listavezetőjét kell megpróbálni megválasztani.
A 2014. évi választások eredményeként az Európai Néppárt lett a legerősebb frakció, és a néppárt listavezetőjét, Jean-Claude Junckert választották meg az Európai Bizottság elnökének.

### Európai Néppárt
Az Európai Néppárt hivatalos listavezetőjének helyére 2018. szeptember 8-tól lehetett pályázni, a jelentkezés határideje 2018. október 17-én déli 12 óra volt. Jelölni a tagszervezetek elnökei vagy titkárai voltak jogosultak. Az Európai Néppárt európai parlamenti választásokra jelölt listavezetőjének személyéről a Néppárt 2018. november 8-ai kongresszusa döntött Helsinkiben. Az elsőként a Néppárt jelenlegi frakcióvezetője, Manfred Weber jelentette be kandidatúráját, őt a német CDU/CSU jelölte a posztra.
Alexander Stubb (KOK-EPP), Finnország volt miniszterelnöke 2018. október 2-án Brüsszelben sajtókonferencián jelentette be, hogy hivatalosan indul az Európai Néppárt listavezetői helyéért.
Manfred Webert az Európai Néppárt kongresszusa november 8-án 79,2 %-os elsöprő többséggel választotta meg listavetőnek.
Az Európai Néppárt frakciójának 2018-ban a magyarországi politikai pártok közül a FIDESZ és a KDNP a tagszervezete.

### Szocialisták és Demokraták Progresszív Szövetsége
Az európai szocialisták pártja 2018. június 20-án hirdette meg a jelölési eljárást a S&D frakció listavezetőjének posztjára. A „Szocialisták és Demokraták” tagszervezetei 2018. október 19-ig jelölhettek listavezetőt az európai parlamenti választásokra. A jelöltek bemutatkozására és programjuk megvitatására 2018. december 1-én került sor a Szocialisták és Demokraták választási napján. Ezt követően 2018. december 7-8-án a Szocialisták és Demokraták Progresszív Szövetségének lisszaboni kongresszusán döntenek.
A Szocialisták és Demokraták Progresszív Szövetségének listavezetői tisztségére három jelölés ismert. 2018. szeptember 17-én jelentette be kandidatúráját a szlovák SMER jelöltjeként Maroš Šefčovič, az Európai Bizottság alelnöke, az európai Energia Unió vezetője.
2018. szeptember 19-én jelentette be indulási szándékát Christian Kern, Ausztria volt kancellárja, az osztrák parlamenti ellenzék legnagyobb pártjának, az SPÖ-nek a frakcióvezetője. A jelölés véglegesítéséhez szükséges volt, hogy az SPÖ kongresszusa azt megerősítse.
Christian Kern október 6-án bejelentette, hogy visszavonja pályázatát a S&D pártcsalád listavezető helyéért és befejezi politikusi pályafutását, visszatér az üzleti életbe.
Kern visszalépését követően másodiknak Frans Timmermans holland politikus, az Európai Bizottság jelenlegi első alelnöke jelentette be, hogy indul a csúcsjelölti tisztségéért.
Október 17-én Katarina Barley német igazságügyi miniszter is bejelentette, hogy a SPD képviseletében megpályázza az európai Szocialisták és Demokraták Progresszív Szövetségének a listavezetői tisztségét. A jelölt egyaránt bírja a párt jelenlegi és korábbi elnökének Andrea Nahlesnek, illetve Martin Schulznak a támogatását.
Kernt követve Maroš Šefčovič is visszalépett a jelöltségtől, így ellenjelöltek híján biztos, hogy a S&D listavezetője Frans Timmermans holland politikus lesz.
A Szocialisták és Demokraták Progresszív Szövetségének 2018-ban a magyarországi politikai pártok közül az MSZP és a DK a tagszervezete.

### Zöldek/Európai Szabad Szövetség
A Greens/EFA pártszövetség 2018. szeptember 17-én hozta nyilvánosságra a pártcsoport listavezető jelöltjeit. Ezek:
- Petra De Sutter(wd) – Groen(wd), Belgium
- Bas Eickhout(wd) – Baloldali Zöldek, Hollandia
- Ska Keller – Bündnis 90/Die Grünen, Németország

A pártszövetség a zöld pártok hagyományainak megfelelően két listavezetőt jelöl, egy nőt és egy férfit. Ahhoz, hogy valamelyik jelölt a jelölés második körében részt vehessen, szeptember 28-ig minimálisan 5 európai zöld párt támogatását kellett megszereznie. A talpon maradt jelöltek közül a Greens/EFA listavezetőit az európai zöld pártok küldöttei a Greens/EFA pártszövetség tanácsának 2018. november 23. és 25. között Berlinben megrendezett tanácsülésén választhatták meg.
Atanas Schmidt – Bulgária Zöld Pártjának a jelöltje szeptember 28-ig nem tudta megszerezni a jelöltséghez szükséges legalább 5 tagszervezet támogatását, így a jelöltek száma 3-ra csökkent.
November 24-én brüsszeli tanácskozásukon az Európai Zöldek véglegesítették listavezető párosukat. Hivatalosan is Ska Keller, a német Bündnis 90/Die Grünen képviselője és Bas Eickhout, a holland Baloldali Zöldek párt tagja lett a pártszövetség listavezetője.
A Zöldek Európai Szabad Szövetségnek 2018-ban a magyarországi politikai pártok közül az LMP és a Párbeszéd a tagszervezete.

### Európai Konzervatívok és Reformisták
Az Európai Konzervatívok és Reformisták pártszövetségének listavezetőjét a pártszövetség 2018. október 18-ai brüsszeli konferenciáján választották meg. A pártszövetség az Brexitet követően elveszti legnagyobb tagpártját, a Konzervatív Pártot, amelynek jelenleg 20 képviselője van az EP-ben. Ketten jelentették be, hogy indulnak a listavezetői helyért: Hans Olaf Henkel, a német Liberális-Konzervatív Reformer Pártnak a képviselője és a pártszövetség jelenlegi vezetője, a cseh Jan Zaharadil, a cseh Polgári Demokrata Párt képviselője. Miután Hans Olaf Henkel visszavonta kandidatúráját, a párt október 20-án Kisinyovban Jan Zaharadilt választotta meg listavezetőnek.
Az Európai Konzervatívok és Reformisták pártszövetségének tagjai között 2018-ban nem volt magyar politikai szervezet, így magyar választók erre a tömörülésre nem szavazhatnak. Ez természetesen a választásokig még változhat.

### Liberálisok és Demokraták Szövetsége
Az ALDE listavezetőjét a pártcsoport november 8. és 10. között Madridban tartott konferenciáján készült megnevezni. A pártcsoport listavezetőjének megválasztását nagymértékben befolyásolta az Emmanuel Macron vezette francia kormánypárt, az En Marche döntése, hogy csatlakozik-e a pártcsoporthoz vagy önálló frakciót hoz létre.
Novemberi kongresszusán a pártcsoport úgy döntött, hogy a listavezető megválasztását 2019. február 1-ig elnapolja. A pártcsoporton belül a többség nem támogatta listavezető jelölését.
A Liberálisok és Demokraták Szövetségének 2018-ban a magyarországi politikai pártok közül a Momentum és a Liberálisok volt a tagszervezete.
2019. június 12-én a parlamenti pártcsoport Renew Europe – Újítsuk meg Európát néven állt össze (a korábbi ALDE megszűnt). Ehhez a csoporthoz csatlakozott a francia En Marche (Emmanuel Macron elnök pártja) is. A frakció összesen 110 helyet kapott a 9. Európai Parlamentben.

### Egységes Európai Baloldal/Északi Zöld Baloldal
Az európai baloldal pártjai 2019. január 26-27-i brüsszeli elnökségi ülésükön dönthettek a listavezető személyéről. A döntést a 41 tagú elnökségnek kellett meghoznia. Mivel a tagszervezetek egy része ellenezte a listavezető állítást, nem zárható ki, hogy az Európai Baloldal nem nevez meg listavezetőt.
Az Egységes Európai Baloldal/Északi Zöld Baloldal pártszövetségének tagjai között 2018-ban nem volt magyar politikai szervezet, így magyar választók erre a tömörülésre sem szavazhatnak. Ez természetesen a választásokig még változhat.

### Nemzet és Szabadság Európája
Nem ismert, hogy a Nemzet és Szabadság Európája pártszövetség egyáltalán állít-e listavezetőt, és ha igen, akkor mikor és hol dönt a listavezető személyéről. 2018 november közepéig egyedül Matteo Salvini olasz belügyminiszter jelezte, hogy szívesen lenne a pártcsoport listavetője.
A Nemzet és Szabadság Európája pártszövetségének tagjai között 2018-ban nem volt magyar politikai szervezet, így magyar választók erre a tömörülésre nem szavazhatnak. Ez természetesen a választásokig még változhat. 2019-től a parlamenti pártcsoport Identitás és Demokrácia néven állt össze.

### Szabadság és Közvetlen Demokrácia Európája
A Szabadság és Közvetlen Demokrácia Európája pártszövetségnek tagjai között 2018-ban nem volt magyar politikai szervezet, így magyar választók erre a tömörülésre nem szavazhatnak. Ez természetesen a választásokig még változhat.

## Közvélemény-kutatások – előrejelzések
Az európai választásokhoz kapcsolódóan nincs az Unió összes tagállamára kiterjedő közvélemény-kutatás. Ennek ellenére több intézmény és honlap igyekszik a nemzeti közvélemény-kutatásokat feldolgozva előrejelzést készíteni. Ezeket a szintetizált közvélemény-kutatási adatokat 2017 májusától teszik közzé. A következő táblázatban a frakció alakításához elégtelen értékeket kurzívval jelöljük. A táblázatban a jelenlegi európai pártok (pártcsoportok) szerepelnek. Az esetleges pártszakadások, kizárások és újonnan alakuló csoportosulások nincsenek feltüntetve. A brexit halasztásától függetlenül a közvélemény kutató szervezetek előrejelzései a leendő 705 fős (brit képviselők nélküli parlamenti erőviszonyokra vonatkoznak. Azonban a új parlament megalakulásakor a parlamenti munkában részt vevő 73 brit képviselő jelentősen befolyásolhatja a különböző pozíciók elosztásáért folyó tárgyalásokat és az egyes frakciók erőviszonyait.
| Dátum                                                               | Forrás                                                              | GUE /NGL | Greens EFA | S&D | ALDE | Európai Néppárt | ECR | EFDD | ENF | szélső- jobb | szélső- bal | popu- listák | Frakció nélküliek | Egyéb          |
| Aktuális parlamenti helyek (Aktuális helyzet: 2018. szeptember 19.) | Aktuális parlamenti helyek (Aktuális helyzet: 2018. szeptember 19.) | 46       | 53         | 136 | 69   | 188             | 79  | 42   | 36  | -            | -           | -            | 30                | –              |
| ------------------------------------------------------------------- | ------------------------------------------------------------------- | -------- | ---------- | --- | ---- | --------------- | --- | ---- | --- | ------------ | ----------- | ------------ | ----------------- | -------------- |
| 2019-05-21 Az Egyesült Királysággal együtt                          | EuropeanElectionsStats.eu                                           | 46       | 60         | 147 | 76   | 180             | 53  | 58   | 61  | 21           | 4           | -            | 45                | -              |
| 2019-05-14                                                          | EuropeanElectionsStats.eu                                           | 49       | 49         | 137 | 69   | 191             | 43  | 21   | 76  | 23           | 2           | -            | 23                | 22 (En Marche) |
| 2019-04-18                                                          | Európai Parlament                                                   | 46       | 57         | 149 | 76   | 180             | 66  | 45   | 62  | -            | -           | -            | -                 | 70             |
| 2019-04-09                                                          | EuropeanElections Stats.eu                                          | 49       | 51         | 130 | 71   | 190             | 42  | 26   | 59  | 35           | 2           | 49           | -                 | -              |
| 2019-03-31                                                          | EuropeanElections Stats.eu                                          | 49       | 51         | 131 | 73   | 191             | 60  | 26   | 58  | 37           | 2           | 43           | -                 | -              |
| 2019-03-21                                                          | Politico                                                            | 49       | 47         | 132 | 69   | 178             | 60  | 24   | 61  | 38           | 3           | 47           | -                 | -              |
| 2019-03-12                                                          | EuropeanElections Stats.eu                                          | 49       | 46         | 134 | 73   | 183             | 40  | 32   | 60  | 38           | 3           | 47           | -                 | -              |
| 2019-02-03                                                          | EuropeanElections Stats.eu                                          | 50       | 43         | 136 | 71   | 190             | 41  | 34   | 59  | 42           | 3           | 36           | -                 | -              |
| 2018-12-23                                                          | EuropeanElections Stats.eu                                          | 53       | 45         | 136 | 70   | 188             | 43  | 36   | 57  | 38           | 3           | 34           | -                 | -              |
| 2018-11-15                                                          | EuropeanElections Stats.eu                                          | 57       | 43         | 139 | 76   | 185             | 44  | 38   | 55  | 34           | 3           | 31           | -                 | -              |
| 2018-10-10                                                          | EuropeanElections Stats.eu                                          | 59       | 39         | 140 | 74   | 184             | 43  | 40   | 53  | 37           | 3           | 33           | -                 | -              |
| 2018-09-29                                                          | EuropeanElections Stats.eu                                          | 61       | 35         | 140 | 76   | 182             | 46  | 39   | 52  | 38           | 3           | 33           | -                 | -              |
| 2018-09-18                                                          | Der (europäische) Föderalist                                        | 60       | 42         | 140 | 95   | 178             | 50  | 21   | 59  | -            | -           | -            | 10                | 50             |
| 2018-09-05                                                          | EuropeanElections Stats.eu                                          | 56       | 34         | 140 | 75   | 185             | 44  | 38   | 53  | 40           | 4           | 35           | -                 | -              |
| 2018-08-13                                                          | Europe Elects                                                       | 60       | 36         | 137 | 104  | 179             | 50  | 49   | 55  | -            | -           | -            | 10                | 25             |
| 2018-07-25                                                          | Der (europäische) Föderalist                                        | 57       | 38         | 145 | 102  | 177             | 50  | 22   | 56  | -            | -           | -            | 10                | 48             |
| 2018-07-06                                                          | Europe Elects                                                       | 58       | 34         | 141 | 110  | 185             | 44  | 49   | 52  | -            | -           | -            | 9                 | 23             |
| 2018-05-31                                                          | Der (europäische) Föderalist                                        | 55       | 37         | 137 | 103  | 178             | 43  | 23   | 46  | -            | -           | -            | 12                | 44             |
| 2018-05-18                                                          | Europe Elects                                                       | 61       | 32         | 141 | 112  | 179             | 42  | 58   | 47  | -            | -           | -            | 12                | 21             |
| 2018-04-18                                                          | Europe Elects                                                       | 60       | 33         | 143 | 112  | 180             | 42  | 58   | 46  | -            | -           | -            | 9                 | 22             |
| 2018-04-05                                                          | Der (europäische) Föderalist                                        | 58       | 33         | 137 | 104  | 180             | 41  | 23   | 44  | -            | -           | -            | 12                | 46             |

## Eredmények
Zöld háttérszín jelöli azokat a pártokat, amelyek abszolút többséget szereztek hazájukban.
Sárga háttérszín jelöli az adott országban legtöbb szavazatot szerzett pártot.
| Országok           | Választás napja | Pártcsaládok | Pártcsaládok | Pártcsaládok | Pártcsaládok | Pártcsaládok | Pártcsaládok | Pártcsaládok | Pártcsaládok | Pártcsaládok | Pártcsaládok | Pártcsaládok | Pártcsaládok | Pártcsaládok | Pártcsaládok | Pártcsaládok | Pártcsaládok | Pártcsaládok | Pártcsaládok | Képviselők | Képviselők | megjegyzés | Új pártok vagy pártszövetségek     |  |   |  |  |  |                                                     |
| Országok           | Választás napja | EPP          | EPP          | S&D          | S&D          | ECR          | ECR          | ALDE         | ALDE         | GUE/NGL      | GUE/NGL      | Greens/EFA   | Greens/EFA   | EFDD         | EFDD         | ID           | ID           | Függetlenek  | Függetlenek  | Képviselők | Képviselők | megjegyzés | Új pártok vagy pártszövetségek     |  |   |  |  |  |                                                     |
| ------------------ | --------------- | ------------ | ------------ | ------------ | ------------ | ------------ | ------------ | ------------ | ------------ | ------------ | ------------ | ------------ | ------------ | ------------ | ------------ | ------------ | ------------ | ------------ | ------------ | ---------- | ---------- | ---------- | ---------------------------------- |  | - |  |  |  | --------------------------------------------------- |
| Országok           | Választás napja | Németország  | május 26     |              | 29           |              | 16           |              | 0            |              | 7            |              | 6            |              | 21           |              | 11           |              | 0            | Képviselők | Képviselők | megjegyzés | Új pártok vagy pártszövetségek     |  | 6 |  |  |  | Német Állatjólét Párt, Volt Európa, Német Kalózpárt |
| Franciaország      | május 26        |              | 8            |              | 5            |              | 0            |              | 21           |              | 6            |              | 12           |              | 0            |              | 22           |              | 0            |            |            |            |                                    |  |   |  |  |  |                                                     |
| Egyesült Királyság | május 23        |              | 0            |              | 10           |              | 4            |              | 16           |              | 1            |              | 11           |              | 29           |              | 0            |              | 2            |            |            |            |                                    |  |   |  |  |  |                                                     |
| Olaszország        | május 26        |              | 8            |              | 18           |              | 5            |              | 0            |              | 0            |              | 0            |              | 14           |              | 28           |              | 0            |            |            |            |                                    |  |   |  |  |  |                                                     |
| Spanyolország      | május 26        |              | 12           |              | 20           |              | 0            |              | 8            |              | 5            |              | 4            |              | 0            |              | 0            |              | 5            |            |            |            | Vox JUNTS                          |  |   |  |  |  |                                                     |
| Lengyelország      | május 26        |              | 16           |              | 5            |              | 23           |              | 0            |              | 0            |              | 0            |              | 0            |              | 0            |              | 7            |            |            |            |                                    |  |   |  |  |  |                                                     |
| Románia            | május 26        |              | 14           |              | 9            |              | 1            |              | 8            |              | 0            |              | 0            |              | 0            |              | 0            |              | 0            |            |            |            | USR, PRO Romania                   |  |   |  |  |  |                                                     |
| Hollandia          | május 23        |              | 4            |              | 6            |              | 5            |              | 6            |              | 1            |              | 3            |              | 0            |              | 0            |              | 1            |            |            |            | FvD, 50Plus                        |  |   |  |  |  |                                                     |
| Belgium            | május 26        |              | 4            |              | 3            |              | 3            |              | 4            |              | 1            |              | 3            |              | 0            |              | 3            |              | 0            |            |            |            |                                    |  |   |  |  |  |                                                     |
| Csehország         | május 24-25     |              | 5            |              | 0            |              | 4            |              | 6            |              | 1            |              | 0            |              | 0            |              | 2            |              | 3            |            |            |            | Cseh Kalózpárt                     |  |   |  |  |  |                                                     |
| Görögország        | május 26        |              | 7            |              | 2            |              | 0            |              | 0            |              | 6            |              | 0            |              | 0            |              | 0            |              | 6            |            |            |            | Greek Solution                     |  |   |  |  |  |                                                     |
| Magyarország       | május 26        |              | 13           |              | 5            |              | 0            |              | 2            |              | 0            |              | 0            |              | 0            |              | 0            |              | 1            |            |            |            |                                    |  |   |  |  |  |                                                     |
| Portugália         | május 26        |              | 7            |              | 9            |              | 0            |              | 0            |              | 4            |              | 1            |              | 0            |              | 0            |              | 0            |            |            |            |                                    |  |   |  |  |  |                                                     |
| Svédország         | május 26        |              | 6            |              | 5            |              | 3            |              | 3            |              | 1            |              | 2            |              | 0            |              | 0            |              | 0            |            |            |            |                                    |  |   |  |  |  |                                                     |
| Ausztria           | május 26        |              | 7            |              | 5            |              | 0            |              | 1            |              | 0            |              | 2            |              | 0            |              | 3            |              | 0            |            |            |            |                                    |  |   |  |  |  |                                                     |
| Bulgária           | május 26        |              | 7            |              | 5            |              | 2            |              | 3            |              | 0            |              | 0            |              | 0            |              | 0            |              | 0            |            |            |            |                                    |  |   |  |  |  |                                                     |
| Finnország         | május 26        |              | 3            |              | 2            |              | 2            |              | 3            |              | 1            |              | 2            |              | 0            |              | 0            |              | 0            |            |            |            |                                    |  |   |  |  |  |                                                     |
| Dánia              | május 26        |              | 1            |              | 3            |              | 1            |              | 5            |              | 1            |              | 2            |              | 0            |              | 0            |              | 0            |            |            |            |                                    |  |   |  |  |  |                                                     |
| Szlovákia          | május 25        |              | 4            |              | 3            |              | 2            |              | 2            |              | 0            |              | 0            |              | 0            |              | 0            |              | 2            |            |            |            | Kotleba – A Mi Szlovákiánk Néppárt |  |   |  |  |  |                                                     |
| Horvátország       | május 26        |              | 4            |              | 3            |              | 1            |              | 1            |              | 0            |              | 0            |              | 0            |              | 0            |              | 2            |            |            |            | független                          |  |   |  |  |  |                                                     |
| Írország           | május 24        |              | 4            |              | 0            |              | 0            |              | 2            |              | 3            |              | 2            |              | 0            |              | 0            |              | 0            |            |            |            | független                          |  |   |  |  |  |                                                     |
| Litvánia           | május 26        |              | 3            |              | 2            |              | 1            |              | 2            |              | 0            |              | 2            |              | 0            |              | 0            |              | 1            |            |            |            | független                          |  |   |  |  |  |                                                     |
| Lettország         | május 25        |              | 2            |              | 2            |              | 2            |              | 0            |              | 0            |              | 1            |              | 0            |              | 0            |              | 1            |            |            |            | Attīstībai/Par                     |  |   |  |  |  |                                                     |
| Szlovénia          | május 26        |              | 4            |              | 2            |              | 0            |              | 2            |              | 0            |              | 0            |              | 0            |              | 0            |              | 0            |            |            |            |                                    |  |   |  |  |  |                                                     |
| Ciprus             | május 26        |              | 2            |              | 2            |              | 0            |              | 0            |              | 2            |              | 0            |              | 0            |              | 0            |              | 0            |            |            |            |                                    |  |   |  |  |  |                                                     |
| Észtország         | május 26        |              | 0            |              | 2            |              | 0            |              | 3            |              | 0            |              | 0            |              | 0            |              | 0            |              | 1            |            |            |            |                                    |  |   |  |  |  |                                                     |
| Luxemburg          | május 26        |              | 2            |              | 1            |              | 0            |              | 2            |              | 0            |              | 1            |              | 0            |              | 0            |              | 0            |            |            |            |                                    |  |   |  |  |  |                                                     |
| Málta              | május 25        |              | 2            |              | 4            |              | 0            |              | 0            |              | 0            |              | 0            |              | 0            |              | 0            |              | 0            |            |            |            |                                    |  |   |  |  |  |                                                     |
| összesen           | N/A             |              | 180          |              | 148          |              | 59           |              | 109          |              | 39           |              | 69           |              | 54           |              | 58           |              | 37           |            |            |            |                                    |  |   |  |  |  |                                                     |